# Толкачёв, Александр Никитович
Алекса́ндр Ники́тович Толкачёв (28 октября 1946, пос. Чакино, Тамбовская область, СССР — 24 сентября 2015, Москва, Россия) — советский и российский художник-постановщик кино, профессор. Заслуженный деятель искусств Российской Федерации (1997).

## Биография
Родился 28 октября 1946 года в поселке Чакино Тамбовской области.
В 1971 году окончил художественный факультет ВГИКа (мастерская И. Иванова-Вано).
С 1970 года работал художником-постановщиком на «Мосфильме». С 1989 года преподавал на художественном факультете ВГИКа.
Умер 24 сентября 2015 года.

## Семья
- Жена — Элина Бурдо, художница
- Дочь — Анна Толкачева

## Фильмография
- 1968 — Настасья и Фомка (короткометражный), также сыграл роль молодого Фомки
- 1975 — Братец Федос; Пошехонская старина (киноальманах)
- 1976 — Приключения Травки; Подранки
- 1979 — Вкус хлеба
- 1980 — Из жизни отдыхающих
- 1982 — Остановился поезд
- 1986 — Плюмбум, или Опасная игра
- 1988 — Слуга
- 1991 — Графиня; Армавир
- 1992 — Только не уходи; Мужской зигзаг; Доброй ночи!
- 1995 — Пьеса для пассажира
- 1997 — Время танцора
- 2000 — Русский бунт;
- 2002 — Только раз…;
- 2002 — Дронго (телесериал)
- 2003 — В созвездии Быка
- 2004 — Арье (Россия, Израиль, Литва)
- 2006 — Остров; Все смешалось в доме…; Большая любовь
- 2008 — Живи и помни
- 2009 — Пират и пиратка
- 2011 — У каждого своя война; Матч (Украина, Россия)
- 2012 — Мосгаз (телесериал)
- 2014 — Куприн; Поединокъ (фильм 3)
- 2015 — Красная королева

## Награды и номинации
- Государственная премия СССР (1980) — за оформление фильма «Вкус хлеба» (1979)
- Государственная премия РСФСР имени братьев Васильевых (1984) — за оформление фильма «Остановился поезд» (1982)
- Приз президента Франции за лучшую почтовую марку, посвященную 800-летию «Слова о полку Игореве» на Международном филателистическом салоне в Париже (1985)
- Государственная премия СССР (1991) — за оформление фильма «Слуга» (1988)
- Заслуженный деятель искусств Российской Федерации (30.5.1997)[3]
- Премия «Ника» (2001) — за лучшую работу художника в фильме «Русский бунт» (совместно с Владимиром Ермаковым)[4]
- Номинация на премию «Золотой орёл» (2007) — за лучшую работу художника-постановщика в фильме «Остров» (совместно с Игорем Коцаревым)[5]
- Номинация на премию «Ника» (2007) — за лучшую работу художника в фильме «Остров» (совместно с Игорем Коцаревым)[6]